# Lena Lattwein
Lena Lattwein (Neunkirchen, 2 maggio 2000) è una calciatrice tedesca, centrocampista del Wolfsburg e della nazionale tedesca.

## Carriera

### Club
Lattwein ha iniziato la sua carriera nel JFG Untere Ill, club di Eppelborn, dove ha giocato nelle squadre giovanili maschili fino alla seconda metà della stagione 2016-2017.
A inizio 2017 si trasferisce al Saarbrücken, dove gioca per la prima volta in una squadra interamente femminile. Aggregata alla prima squadra che disputa il girone Süd della 2. Frauen-Bundesliga, secondo livello del campionato tedesco femminile di calcio, debutta, non ancora diciassettenne, il 19 febbraio, alla 12ª giornata di campionato, nella sconfitta esterna per 3-1 con il Bayern Monaco II e andando a rete, con una tripletta, una giornata più tardi, nella successiva sfida con l'1. FFC Francoforte II vinta per 4-0. In quella stagione gioca tutti i restanti incontri del campionato, collezionando 6 reti e 10 presenze nella serie cadetta tedesca di categoria.
Nell'estate del 2017 si trasferisce all'Hoffenheim, firmando un contratto biennale e venendo inserita in rosa con la prima squadra già alla sua stagione di debutto in Frauen-Bundesliga. Il tecnico Jürgen Ehrmann, sebbene la ancora giovane età, decide di farla debuttare in campionato da titolare fin dalla 1ª giornata, il 2 settembre, nella sconfitta esterna per 6-0 con le campionesse in carica del Wolfsburg. Segna il suo primo gol in Bundesliga il 15 ottobre 2017 (5ª giornata) nella vittoria in trasferta sul Colonia, fissando al 77' il risultato finale sul 3-0. Nel settembre 2018, con largo anticipo sulla data di scadenza, Lattwein decide di prolungare di un anno il suo contratto con il club di Sinsheim. Nelle quattro stagioni all'Hoffenheim, con quella d'esordio che la vede giocare anche un incontro con la squadra riserve (Hoffenheim II) in serie cadetta, marca complessivamente 68 presenze in campionato, segnando 14 reti, ottenendo nelle ultime due stagioni, con Gabor Gallai che rileva Ehrmann sulla panchina dell'Hoffenheim in quella 2020-2021, i migliori risultati sportivi della squadra dalla sua istituzione, il 3º posto che, per il rinnovato regolamento UEFA per la Champions femminile fa accedere le bianco-blu all'edizione 2020-2021.
Lattwein, tuttavia, già a gennaio viene annunciato il suo trasferimento al Wolfsburg a fine stagione, non perdendo così l'opportunità nel corso della stagione entrante per disputare comunque la UEFA Women's Champions League. A disposizione del tecnico Tommy Stroot, debutta con la nuova maglia già alla 1ª giornata di campionato, il 28 agosto, nella vittoria casalinga per 3-0 con il Turbine Potsdam, facendo il suo esordio in Champions League qualche giorno più tardi, il 1º settembre, nella prima delle due sfide con le francesi del Bordeaux al secondo turno di qualificazione.

### Nazionale

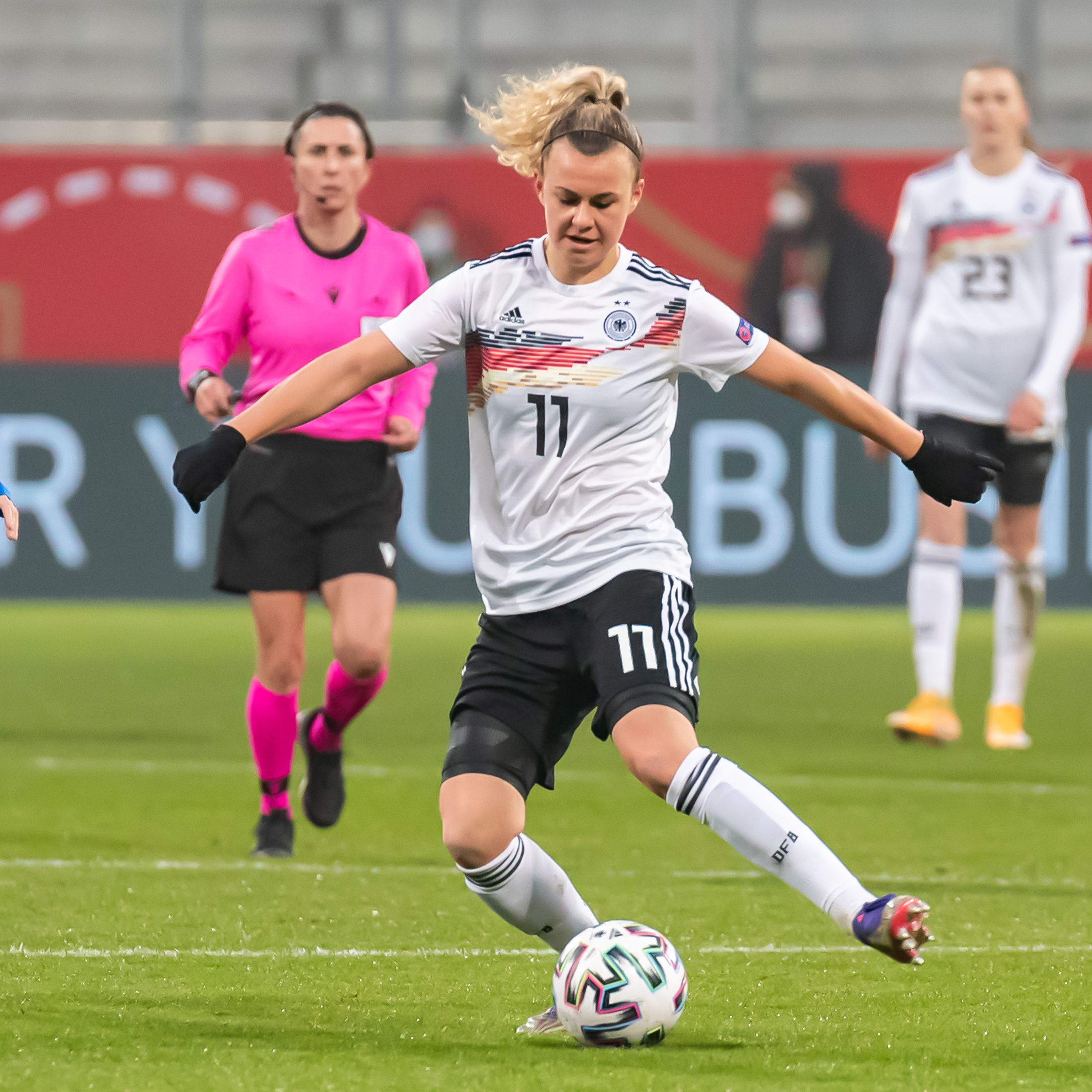
Lena Lattwein in azione con la maglia della nazionale il 27 novembre 2020 contro la.

Lattwein inizia ad essere convocata dalla Federcalcio tedesca nel 2013, inizialmente per vestire la maglia della nazionale Under-15 che il 30 ottobre di quell'anno affronta in amichevole le pari età della Scozia, siglando in quell'occasione anche le due prime reti con la maglia della Germania, quella che apre le marcature e porta sul 3-0 il parziale dell'incontro vinto per 6-0 dalle tedesche. Dopo essere stata convocata con questa formazione in altre 5 occasioni, siglando altri due gol, nel 2015 passa alla Under-16 che in quell'anno disputa lo UEFA Development Tournament, vincendolo, contro le pari età di Francia, Paesi Bassi e Scozia.
Nel 2018 arriva anche la prima convocazione in nazionale maggiore, chiamata dal commissario tecnico Horst Hrubesch per l'amichevole con l'Austria del 6 ottobre in seguito all'assenza di Lena Petermann, ma dovendo attendere il 10 novembre successivo per fare il suo debutto, sempre in amichevole, a Osnabrück, vinta per 5-2 sull'Italia, dove scesa in campo da titolare gioca l'intera partita. Dopo il cambio di panchina della nazionale tedesca, la nuova ct Martina Voss-Tecklenburg continua a convocarla sia per le qualificazioni all'Europeo di Inghilterra 2022 che per quelle quelle al Mondiale di Australia e Nuova Zelanda 2023.

## Statistiche

### Presenze e reti nei club
Aggiornate al 2 aprile 2023.
| Stagione          | Squadra           | Campionato        | Campionato | Campionato | Coppe nazionali | Coppe nazionali | Coppe nazionali | Coppe continentali | Coppe continentali | Coppe continentali | Altre coppe | Altre coppe | Altre coppe | Totale | Totale |
| Stagione          | Squadra           | Comp              | Pres       | Reti       | Comp            | Pres            | Reti            | Comp               | Pres               | Reti               | Comp        | Pres        | Reti        | Pres   | Reti   |
| ----------------- | ----------------- | ----------------- | ---------- | ---------- | --------------- | --------------- | --------------- | ------------------ | ------------------ | ------------------ | ----------- | ----------- | ----------- | ------ | ------ |
| 2017              | Saarbrücken       | 2. BL             | 10         | 6          | CG              | -               | -               |                    | -                  | -                  |             | -           | -           | 10     | 6      |
| 2017-2018         | Hoffenheim        | BL                | 15         | 1          | CG              | 2               | 0               |                    | -                  | -                  |             | -           | -           | 17     | 1      |
| 2018-2019         | Hoffenheim        | BL                | 20         | 5          | CG              | 4               | 0               |                    | -                  | -                  |             | -           | -           | 24     | 5      |
| 2019-2020         | Hoffenheim        | BL                | 20         | 5          | CG              | 2               | 1               |                    | -                  | -                  |             | -           | -           | 22     | 6      |
| 2020-2021         | Hoffenheim        | BL                | 13         | 3          | CG              | 2               | 0               |                    | -                  | -                  |             | -           | -           | 15     | 3      |
| Totale Hoffenheim | Totale Hoffenheim | Totale Hoffenheim | 68         | 14         |                 | 10              | 1               |                    | -                  | -                  |             | -           | -           | 78     | 15     |
| 2021-2022         | Wolfsburg         | BL                | 19         | 7          | CG              | 5               | 0               | UWCL               | 12                 | 1                  | -           | -           | -           | 36     | 8      |
| 2022-2023         | Wolfsburg         | BL                | 16         | 2          | CG              | 3               | 0               | UWCL               | 9                  | 1                  | -           | -           | -           | 28     | 3      |
| Totale Wolfsburg  | Totale Wolfsburg  | Totale Wolfsburg  | 35         | 9          |                 | 8               | 0               |                    | 21                 | 2                  |             | -           | -           | 64     | 11     |
| Totale carriera   | Totale carriera   | Totale carriera   | 113        | 29         |                 | 18              | 1               |                    | 21                 | 2                  |             | -           | -           | 152    | 32     |

## Palmarès

### Club
- Campionato tedesco: 1

Wolfsburg: 2021-2022
- Coppa di Germania: 1

Wolfsburg: 2021-2022